# Ernst Heydemann

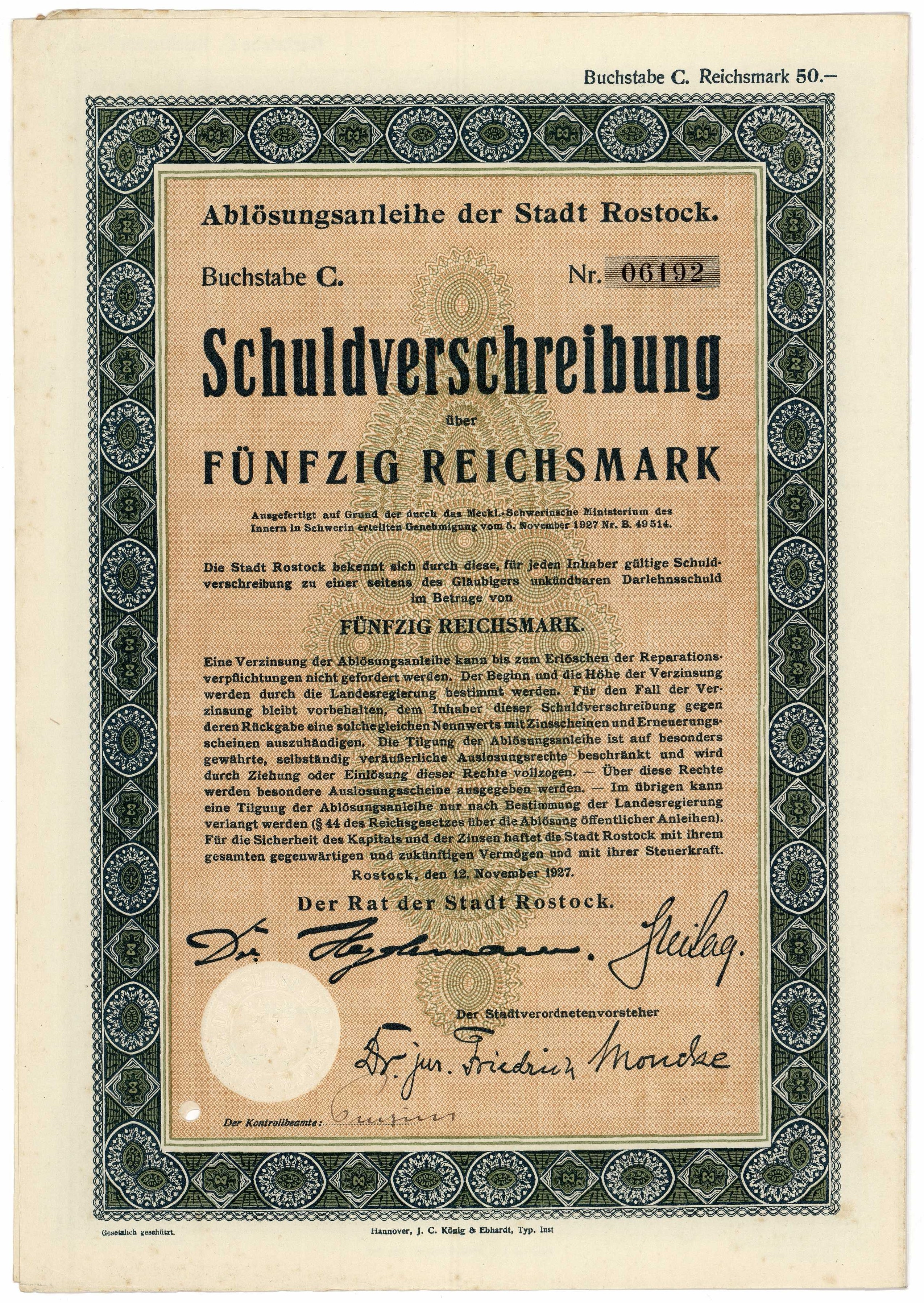
Ablösungsanleihe der Stadt Rostock vom 12. November 1927 mit Unterschrift von Oberbürgermeister Heydemann

Ernst Wilhelm Helmut August Heydemann (* 23. März 1876 in Tessin (bei Rostock); † 3. Juli 1930 in Rostock) war ein deutscher Politiker und 1919 bis 1930 Bürgermeister und Oberbürgermeister der Hansestadt Rostock.
Ernst Heydemann war der Sohn des Bürgermeisters der Kleinstadt Tessin bei Rostock. Er besuchte das Gymnasium in Neubrandenburg, an dem er 1896 das Abitur ablegte. Es folgten Jurastudium in Heidelberg, Berlin und Rostock. Nach dem ersten Staatsexamen 1901 folgte 1904 die zweite juristische Prüfung, 1905 die Promotion. In den Jahren 1905 bis 1919 war er als Senator in Schwerin und Altona tätig.
Im Mai 1919 wurde er zum Bürgermeister von Rostock gewählt und am 7. Juli 1919 in sein Amt eingeführt. Heydemann hatte mit der Einführung der „Rostocker Notgemeinschaft“ großen Anteil an der Linderung der Folgen des Ersten Weltkriegs in der Stadt und genoss in der Bevölkerung hohes Ansehen. Am 29. Juni 1925 wurde der parteilose Heydemann zum Oberbürgermeister gewählt. Diesen Titel trug er als erster in der Stadtgeschichte.
Ihm zu Ehren trägt eine Straße im Rostocker Hansaviertel seinen Namen.

## Familie
Heydemanns Vater, Karl Heydemann war Bürgermeister in (Bad) Sülze, dann in Tessin, später Landgerichtspräsident in Güstrow und schließlich Oberlandesgerichtspräsident in Rostock. Sein Bruder Carl Heydemann (1878–1939) war letzter Oberbürgermeister in Stralsund vor der Machtübernahme der Nationalsozialisten. Ein weiterer Bruder, Heinrich Heydemann (1881–1973) war Polizeisenator, Bürgermeister, dann Oberbürgermeister von Güstrow.